# ایکی باتیستا
ایکی باتیستا (به پرتغالی: Eike Batista) (متولد ۳ نوامبر ۱۹۵۶) بازرگان و کارآفرین برزیلی است، که بخش اعظم ثروت خود را از صنایع استخراج معادن و نیز اکتشاف نفت و گاز کسب نموده است.
در حال حاضر، او رییس هیئت مدیره شرکت برزیلی ای‌بی‌اکس گروپ می‌باشد. این گروه شامل پنج شرکت تابعه است، که سهام آن‌ها در بازار بورس سائوپائولو دادوستد می‌شود. این پنج شرکت عبارتند از: اوجی‌اکس (نفت و گاز)، ام‌پی‌اکس (انرژی)، ال‌ال‌اکس (تدارکات)، ام‌ام‌اکس مینراسائو (استخراج نفت) و اواس‌اکس (خدمات و تجهیزات دریایی).
در اوایل سال ۲۰۱۲، باتیستا با دارایی خالص ۳۰،۰ میلیارد دلار، به‌عنوان هفتمین فرد ثروتمند جهان و نیز ثروتمندترین فرد در برزیل شناخته شده‌است.